# Aleje Ujazdowskie (Varsovie)
Aleje Ujazdowskie (avenue Ujazdów) est une avenue de l'arrondissement de Śródmieście à Varsovie,

## Géographie
Aleje Ujazdowskie commence rue du Belvédère et court sur 1 600 mètres, jusqu'à la Plac Trzech Krzyży (place des Trois Croix). L'avenue est entourée de nombreuses villas historiques remarquables, de parcs et de palais, ainsi que de bâtiments importants sur le plan politique. La chancellerie du Premier ministre, le château d'Ujazdów, le parc Ujazdowski, le parc Łazienki, les jardins botaniques, le ministère de la Justice, l'église Saint-Alexandre (Varsovie) et plusieurs ambassades, dont celles de Suisse, des États-Unis, du Royaume-Uni, de Nouvelle-Zélande, de Bulgarie et de Lituanie.
Aleje Ujazdowskie est emprunté par le défilé militaire de la journée des forces armées, qui a lieu chaque année le 15 août.

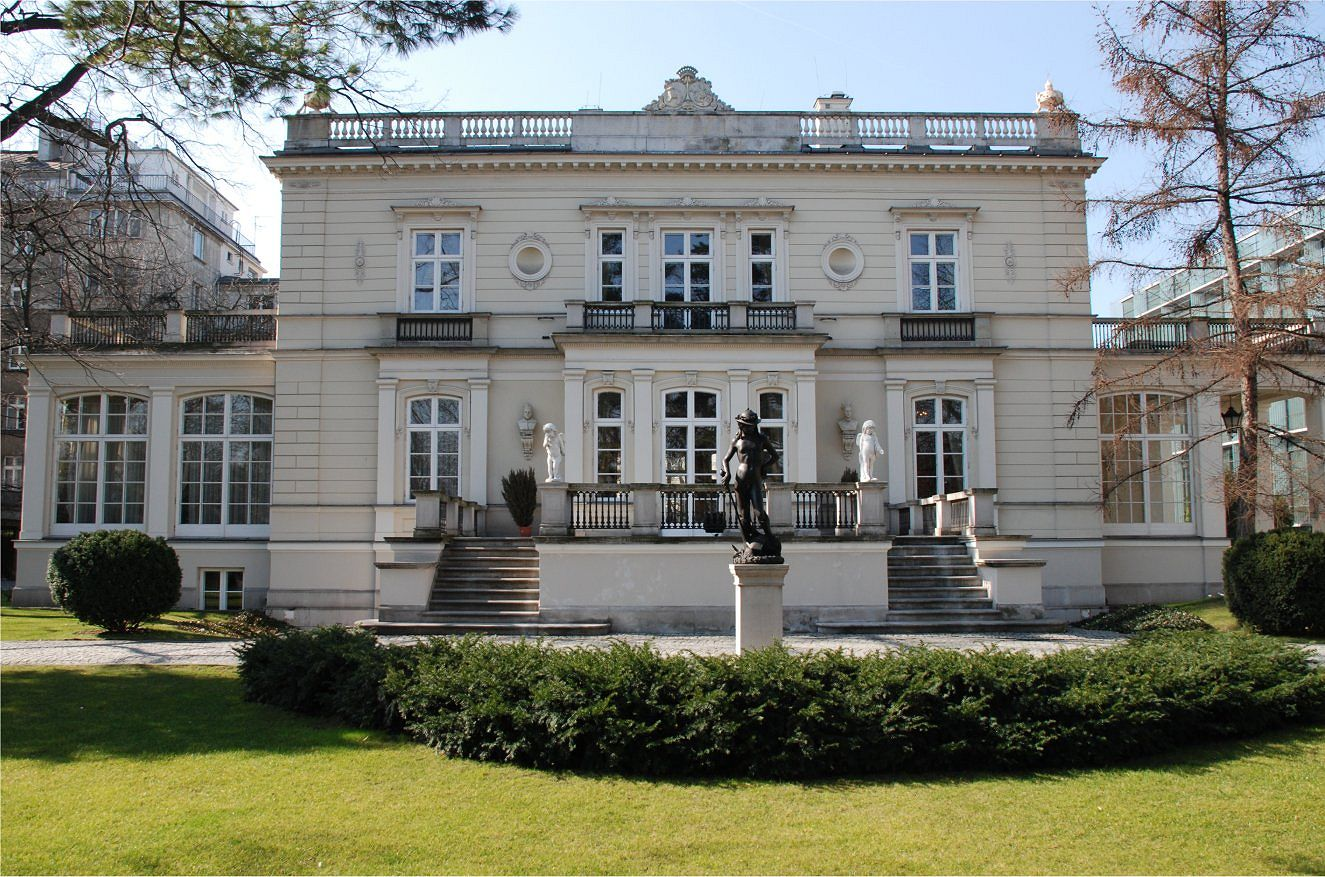
Le palais Sobański.
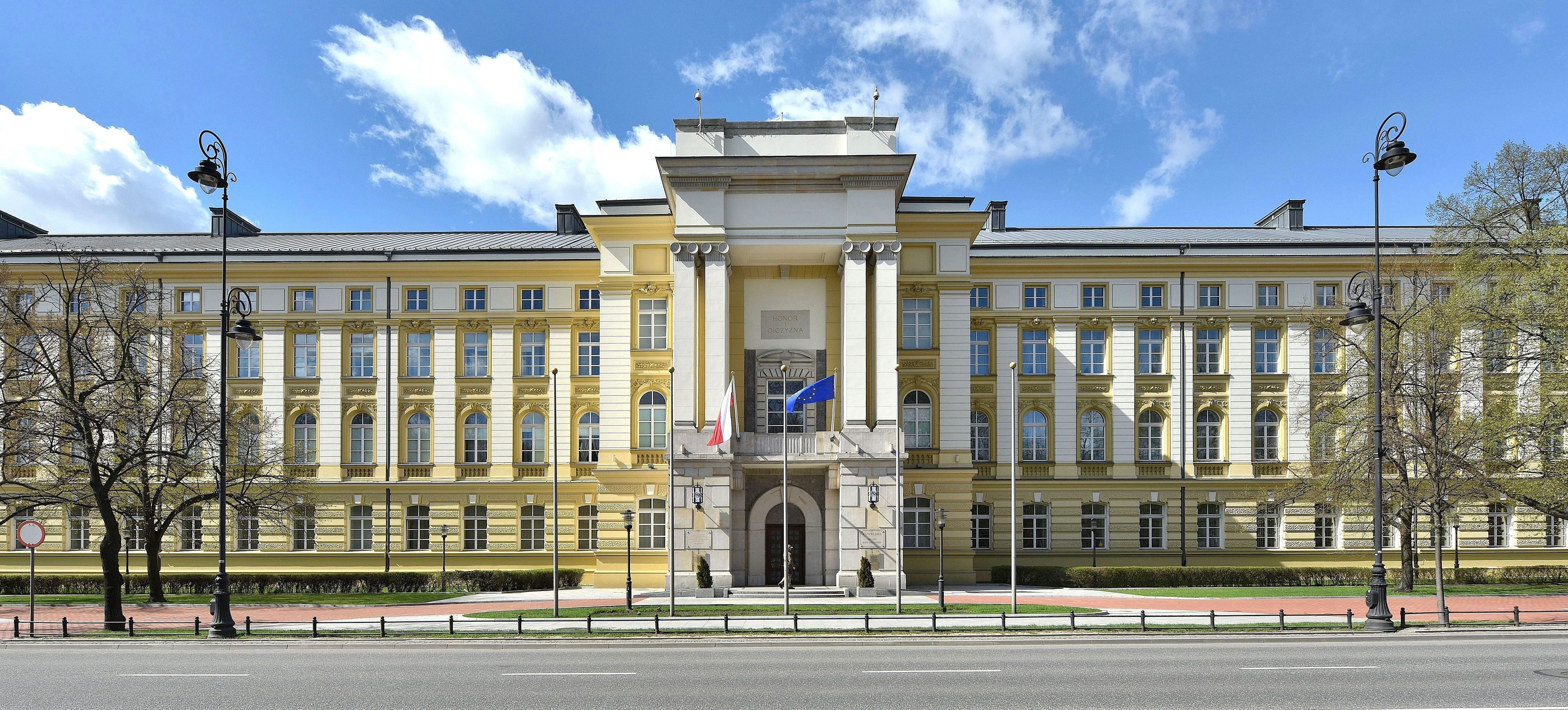
La chancellerie du Premier ministre.
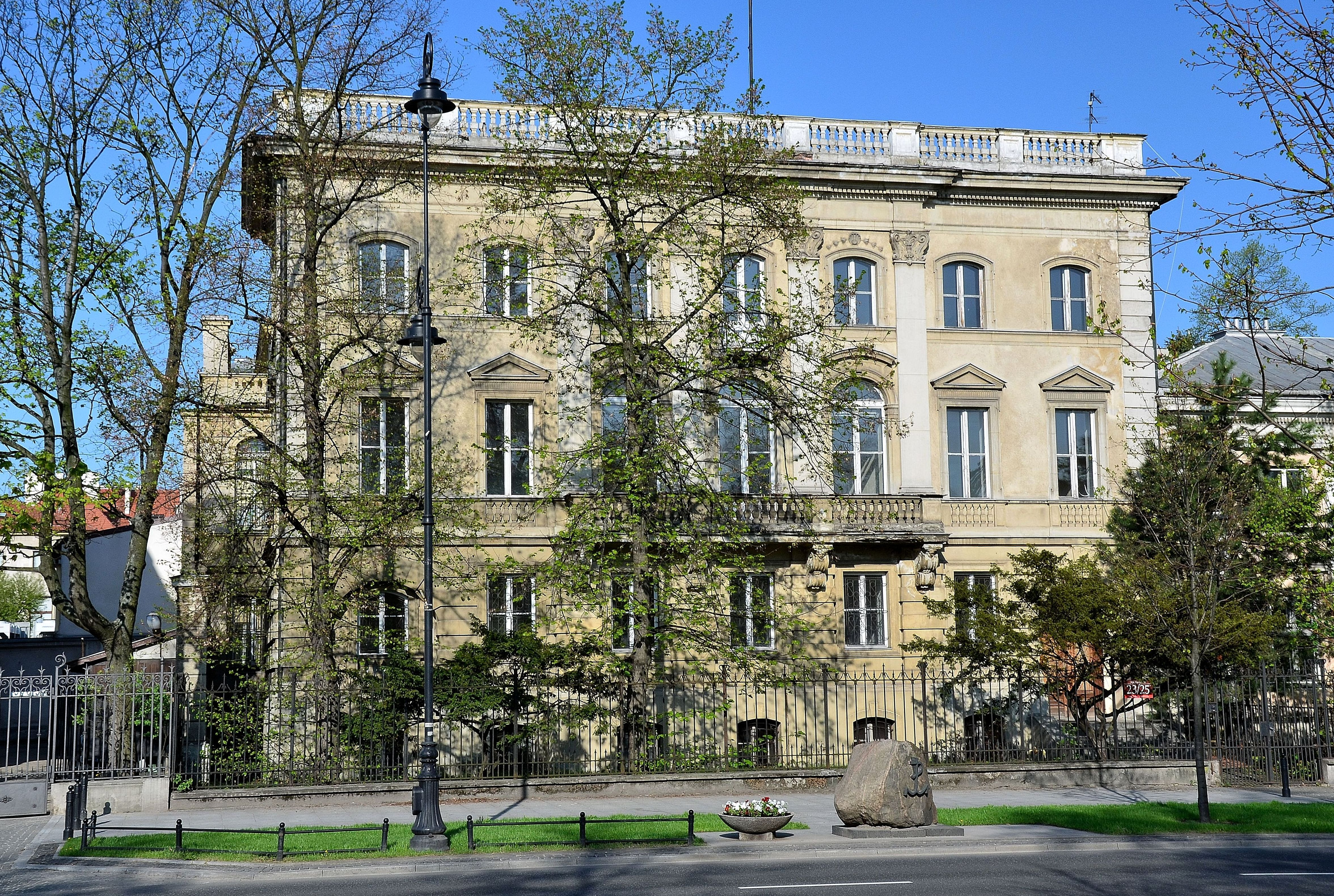
Le palais Leszczyński.
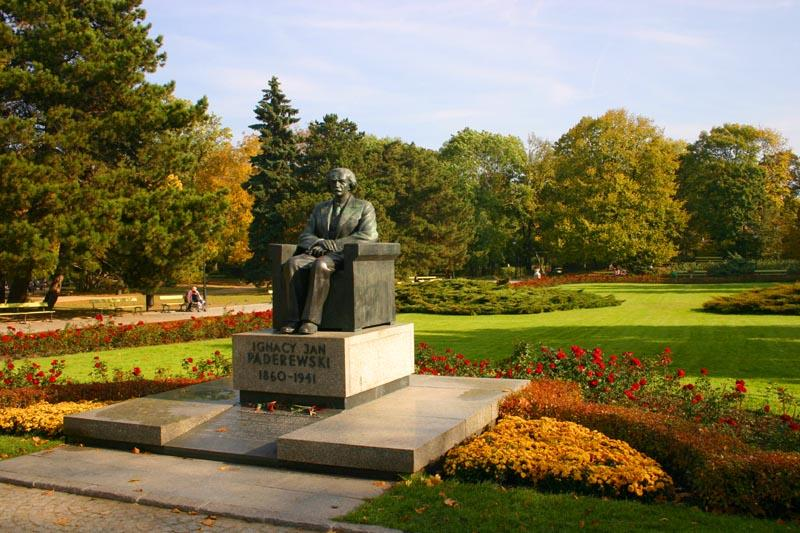
Le parc Ujazdowski.
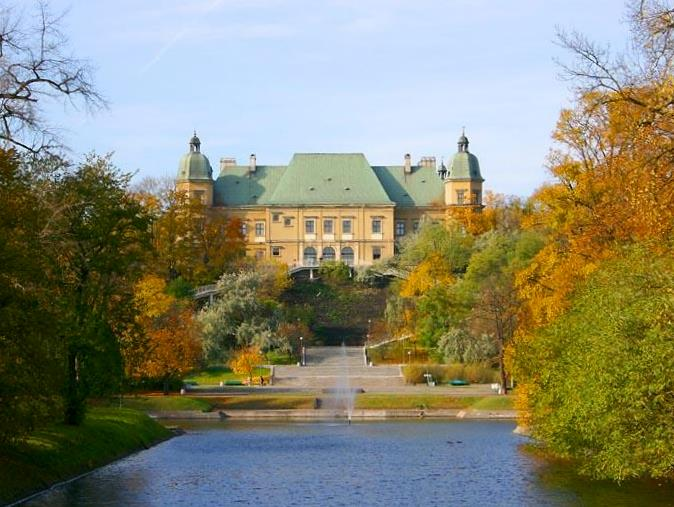
Le château d'Ujazdów.
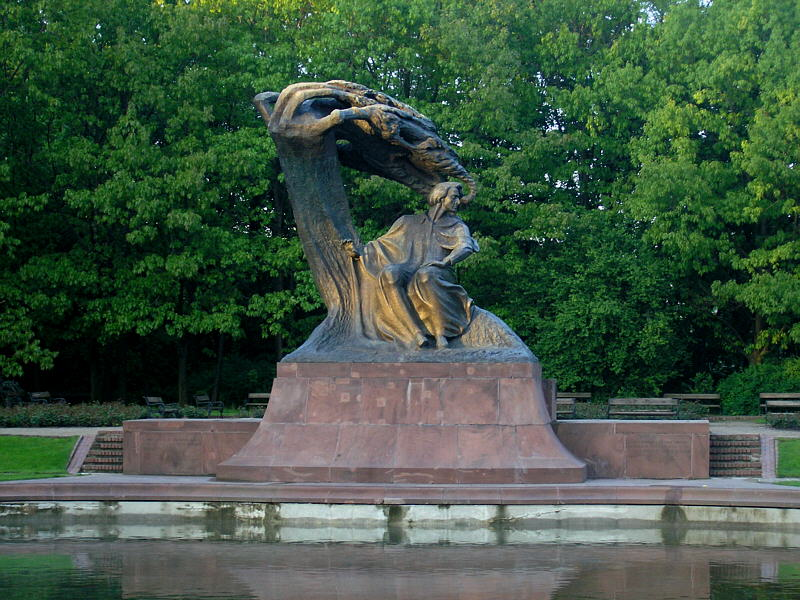
Le monument Frédéric Chopin.
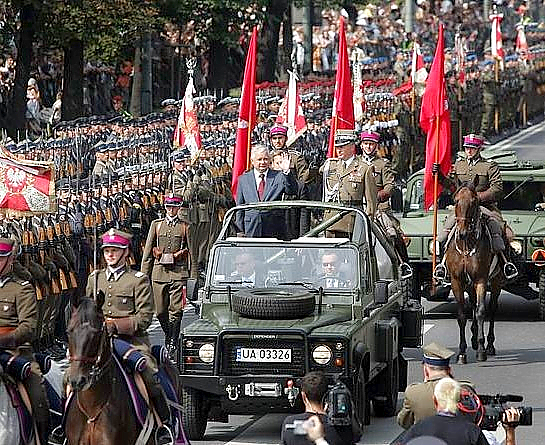
Défilé militaire durant la journée des forces armées en 2007
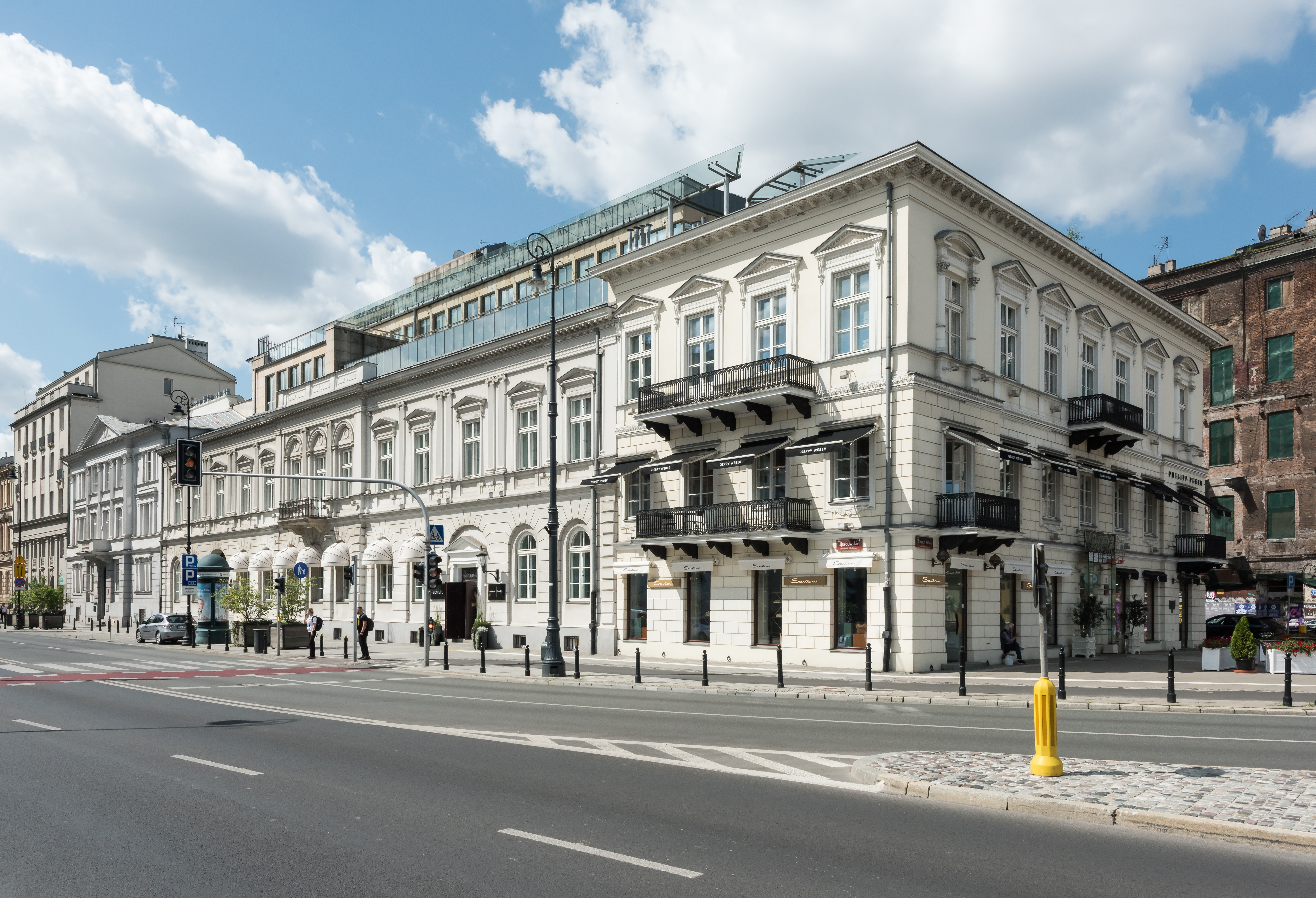
L'ambassade de Nouvelle-Zélande
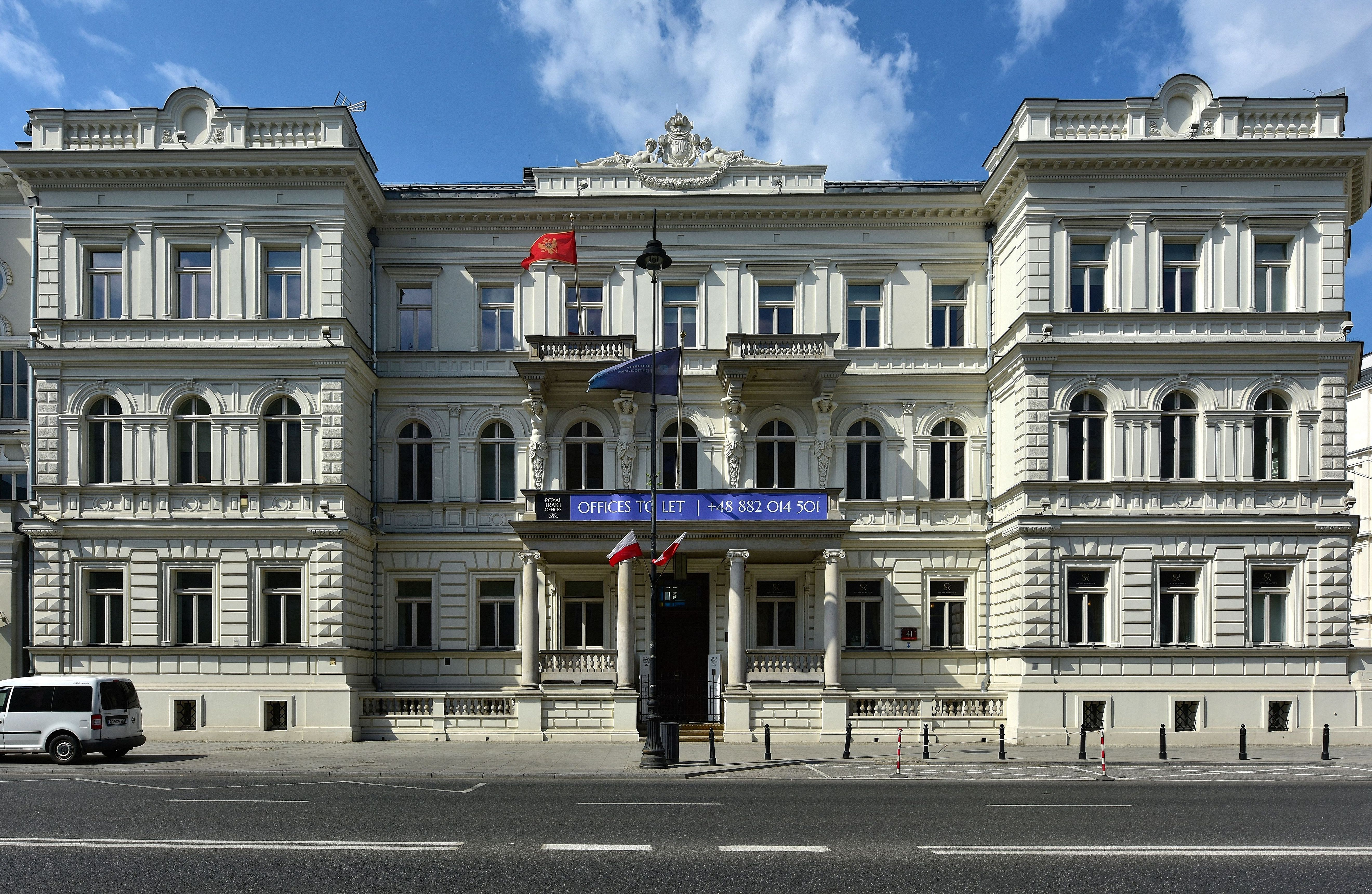
L'ambassade du Monténégro
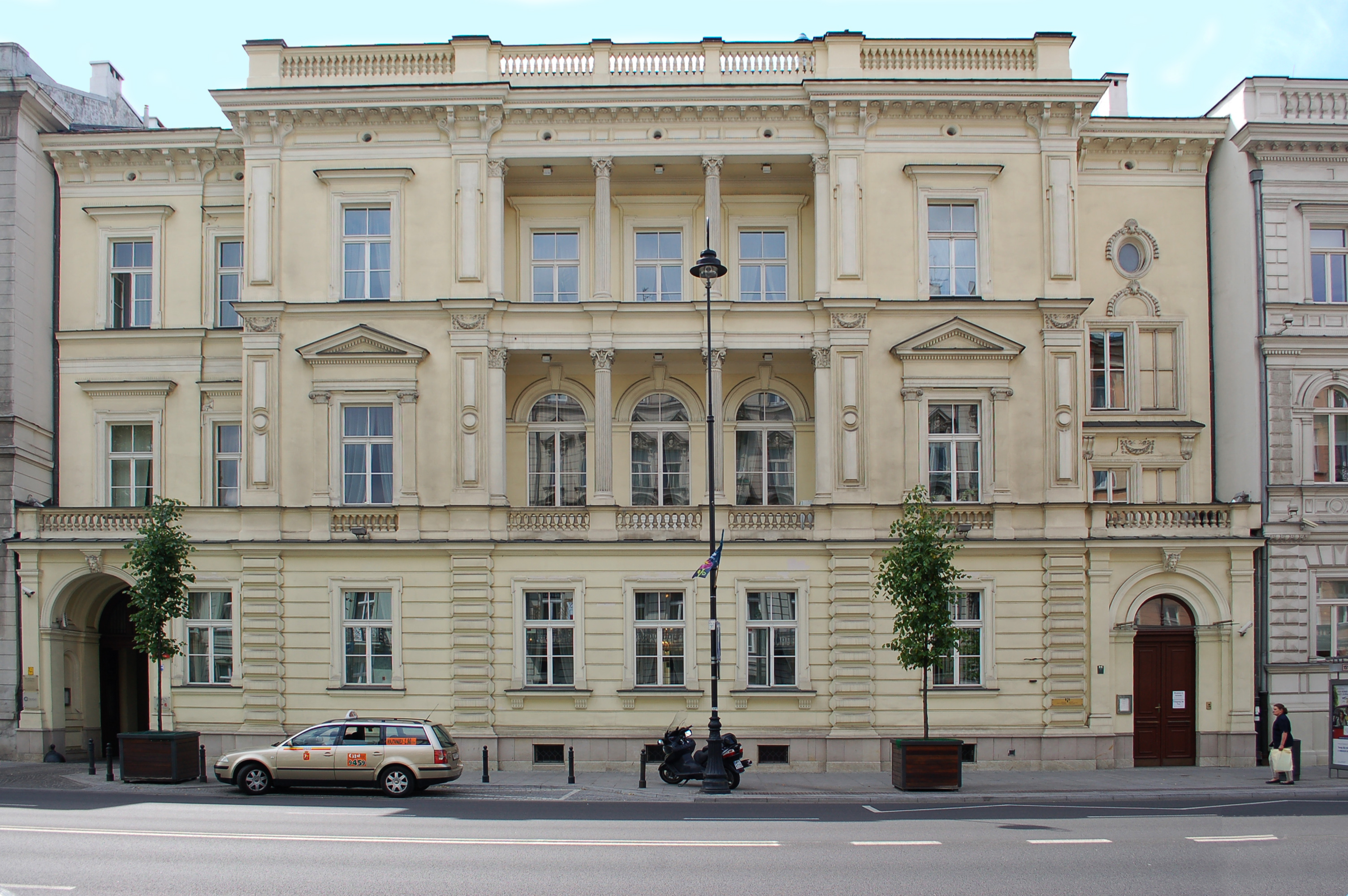
The German Historical Institute of Warsaw